# 鷲谷花
鷲谷 花（わしたに はな、1974年 - ）は、日本の映画学者、日本映画史研究者である。

## 経歴
1974年、東京都に生まれる。2003年、筑波大学大学院博士課程文芸・言語研究科を修了。2010年より、幻灯の研究を本格的に開始する。また、幻灯機を用いた上映活動も行っている。
2022年、著書『姫とホモソーシャル 半信半疑のフェミニズム映画批評』が青土社より刊行された。

## 著書

### 単著
- 『姫とホモソーシャル 半信半疑のフェミニズム映画批評』（青土社、2022年）

### 共編著
- 『李香蘭と東アジア』（東京大学出版会、2001年、共著）
- 『映画と身体/性』（森話社、2006年、共著）
- 『大東亜共栄圏の文化建設』（人文書院、2007年、共著）
- 『入門・現代ハリウッド映画講義』（人文書院、2008年、共著）
- 『淡島千景 女優というプリズム』（青弓社、2009年、共編著）
- 『戦う女たち 日本映画の女性アクション』（作品社、2009年、共編著）

### 訳書
- 『ワンダーウーマンの秘密の歴史』（青土社、2019年、ジル・ルポール（英語版）著）

## フィルモグラフィー

### 長編映画
- どこまでもいこう（1999年） - スクリプター

### 短編映画
- 鼻の穴（1998年） - 美術
- 薄羽の蝶（1998年） - 製作

## 受賞歴
- 2023年 第45回 サントリー学芸賞〔芸術・文学部門〕[6]

## 関連文献
- 「真魚八重子×鷲谷花 自己破壊の奇跡 : トリアー映画における女性表象」『ユリイカ』、青土社、2014年10月、75-84頁。